# ブルネイにおけるLGBTの権利
ブルネイでは同性愛は違法とされる。2019年4月3日以降、男性の同性愛は姦通罪と同じくむち打ち刑、禁固刑あるいは投石による死刑を処する。女性の同性愛は杖刑あるいは禁固刑を処する。